# Sophronica bituberosoides
Sophronica bituberosoides là một loài bọ cánh cứng trong họ Cerambycidae.